# Valle del Conlara Airport
Valle del Conlara Airport (franska: Aéroport de Valle del Conlara) är en flygplats i Argentina.   Den ligger i provinsen San Luis, i den centrala delen av landet, 700 km väster om huvudstaden Buenos Aires. Valle del Conlara Airport ligger 617 meter över havet.
Terrängen runt Valle del Conlara Airport är platt. Närmaste större samhälle är Santa Rosa del Conlara, 4,8 km norr om Valle del Conlara Airport.
Omgivningarna runt Valle del Conlara Airport är i huvudsak ett öppet busklandskap. Runt Valle del Conlara Airport är det glesbefolkat, med 10 invånare per kvadratkilometer.